# Горна (приток Тарусы)
Горна  (Горка) — река в России, протекает по Ферзиковскому району Калужской области. Правый приток реки Тарусы.

## География
Река Горна берёт начало в лесах у посёлка Устиновка. Течёт на север мимо посёлков Аристово и Андроново. Устье реки находится в 63 км по правому берегу реки Таруса. Длина реки составляет 16 км, площадь водосборного бассейна — 86,4 км². У Горны два крупных притока: Чёрный Омут (левый) и Федоринка (правый).
По данным государственного водного реестра России, относится к Окскому бассейновому округу, водохозяйственный участок реки — Ока от города Калуга до города Серпухов, без рек Протва и Нара, речной подбассейн реки — бассейны притоков Оки до впадения Мокши. Речной бассейн реки — Ока.

## Данные водного реестра
Код объекта в государственном водном реестре — 09010100812110000021920.